# Euphoria (Fernsehserie, 2012)
Euphoria (hebräisch אופוריה) ist eine israelische Fernsehserie, die ursprünglich 2012 auf dem israelischen Fernsehsender Hot 3 ausgestrahlt wurde. Die Serie wurde von Ron Leshem geschrieben und von Daphna Levin mitentwickelt. 2019 wurde ein US-Remake unter dem gleichen Namen veröffentlicht.

## Inhalt
Die Serie begleitet eine Gruppe von Teenagern in den 1990er-Jahren, die Drogen konsumieren und Gelegenheitssex haben, apathisch und ohne echte Ambitionen oder Interessen. Die Geschichte spielt ein Jahr, nachdem einer von ihnen, Ra'anan, bei einer Nachtclubschlägerei ums Leben gekommen ist. Jeder von ihnen versucht, auf seine eigene Weise damit klarzukommen.

## Produktion
Euphoria wurde von der israelischen Produktionsfirma Tedy Productions produziert. Die Serie wurde teilweise von der britischen Fernsehserie Skins – Hautnah inspiriert. Regie führten Dror Zahavi und Daphna Levin selbst.
Die Serie umfasst eine Staffel mit zehn Episoden, die vom 30. November 2012 bis zum 1. Februar 2013 auf Hot 3 ausgestrahlt wurde.